# Бушмен (Мен и Луара)
Бушмен (фр. Bouchemaine) — коммуна на западе Франции, регион Пеи-де-ла-Луар, департамент Мен и Луара, округ Анже, кантон Анже-2. Пригород Анже, примыкает к нему с юго-запада. Расположен на правом берегу реки Мен, в месте впадения ее в Луару, в 8 км от автомагистрали N323.
Население (2019) — 6 757 человек.

## Достопримечательности
- Церковь Сен-Симфорьен XI-XIX веков
- Железнодорожный мост Прюнье через реку Мен 1908 года

## Экономика
Структура занятости населения:
- сельское хозяйство — 1,5 %
- промышленность — 6,5 %
- строительство — 6,5 %
- торговля, транспорт и сфера услуг — 36,2 %
- государственные и муниципальные службы — 49,3 %

Уровень безработицы (2019) — 5,6 % (Франция в целом — 12,9 %, департамент Мен и Луара— 11,9 %). 

Среднегодовой доход на 1 человека, евро (2020) — 27 580 (Франция в целом — 22 400, департамент Мен и Луара — 21 790).

## Демография
Динамика численности населения, чел.

## Администрация
Пост мэра Бушмена с 2014 года занимает Вероник Майе (Véronique Maillet), член Совета департамента Мен и Луара от кантона Анже-2. На муниципальных выборах 2020 года возглавлеямый ею независимый список одержал победу в 1-м туре, получив 55,43 % голосов.
| Период | Период | Фамилия                | Партия                                  | Примечания                                                                            |
| ------ | ------ | ---------------------- | --------------------------------------- | ------------------------------------------------------------------------------------- |
| 1971   | 1983   | Реймон Денуаль         |                                         |                                                                                       |
| 1983   | 1995   | Жерар Пуарье           |                                         | фармацевт                                                                             |
| 1995   | 1999   | Кристиан Метле         | Зелёные                                 | бывший директор по HR Агентства по охране окружающей среды и энергетическому контролю |
| 1999   | 2008   | Катрин Дерош           | Союз за народное движение               | врач, сенатор, член Регионального совета Пеи-де-ла-Луар                               |
| 2008   | 2014   | Анн-Софи Ок-де-Лажартр | Социалистическая партия                 | учитель                                                                               |
| 2014   |        | Вероник Майе           | Союз за народное движение Республиканцы | инспектор по государственным финансам                                                 |

## Галерея

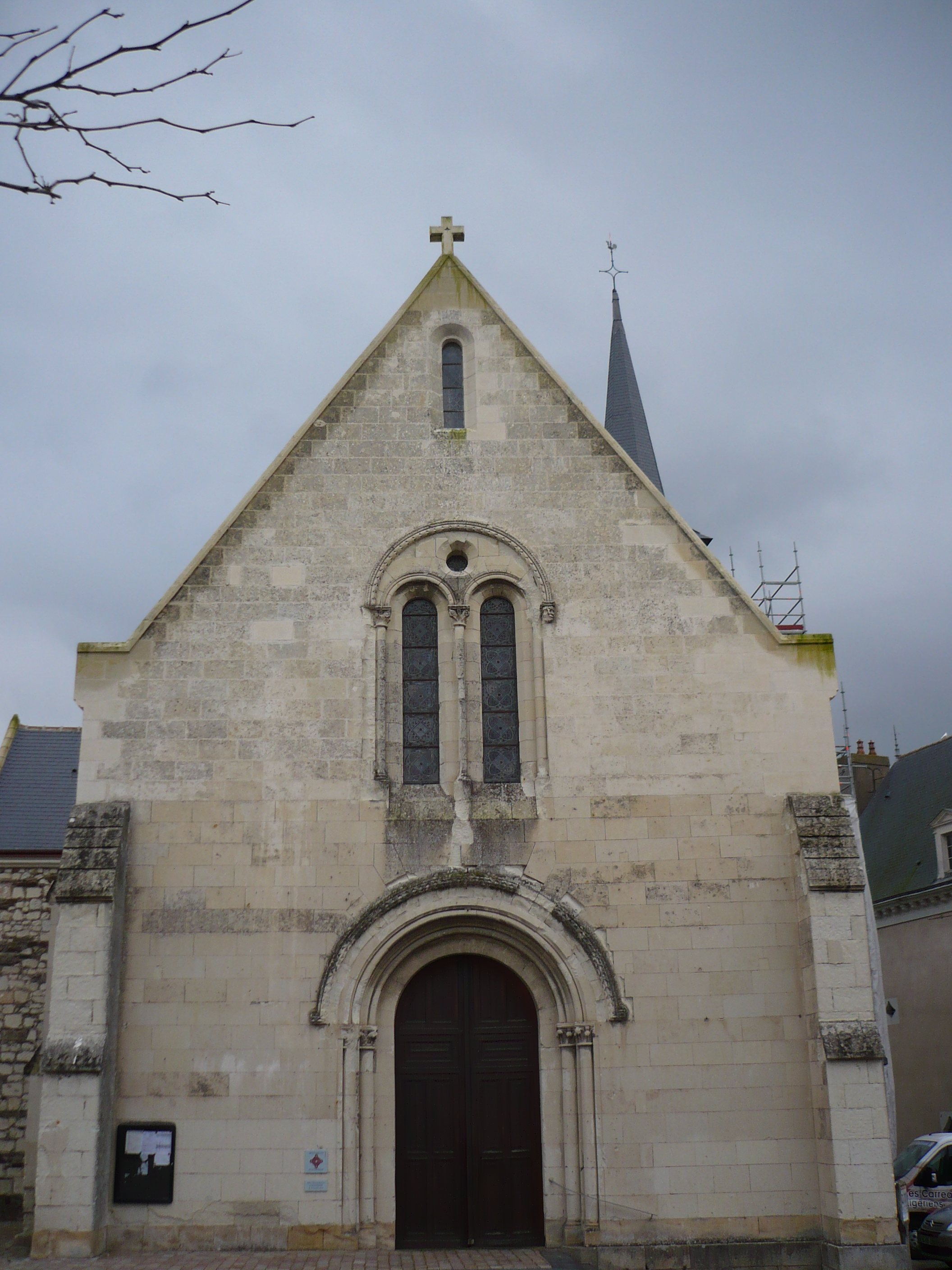
Церковь Сен-Симфорьен
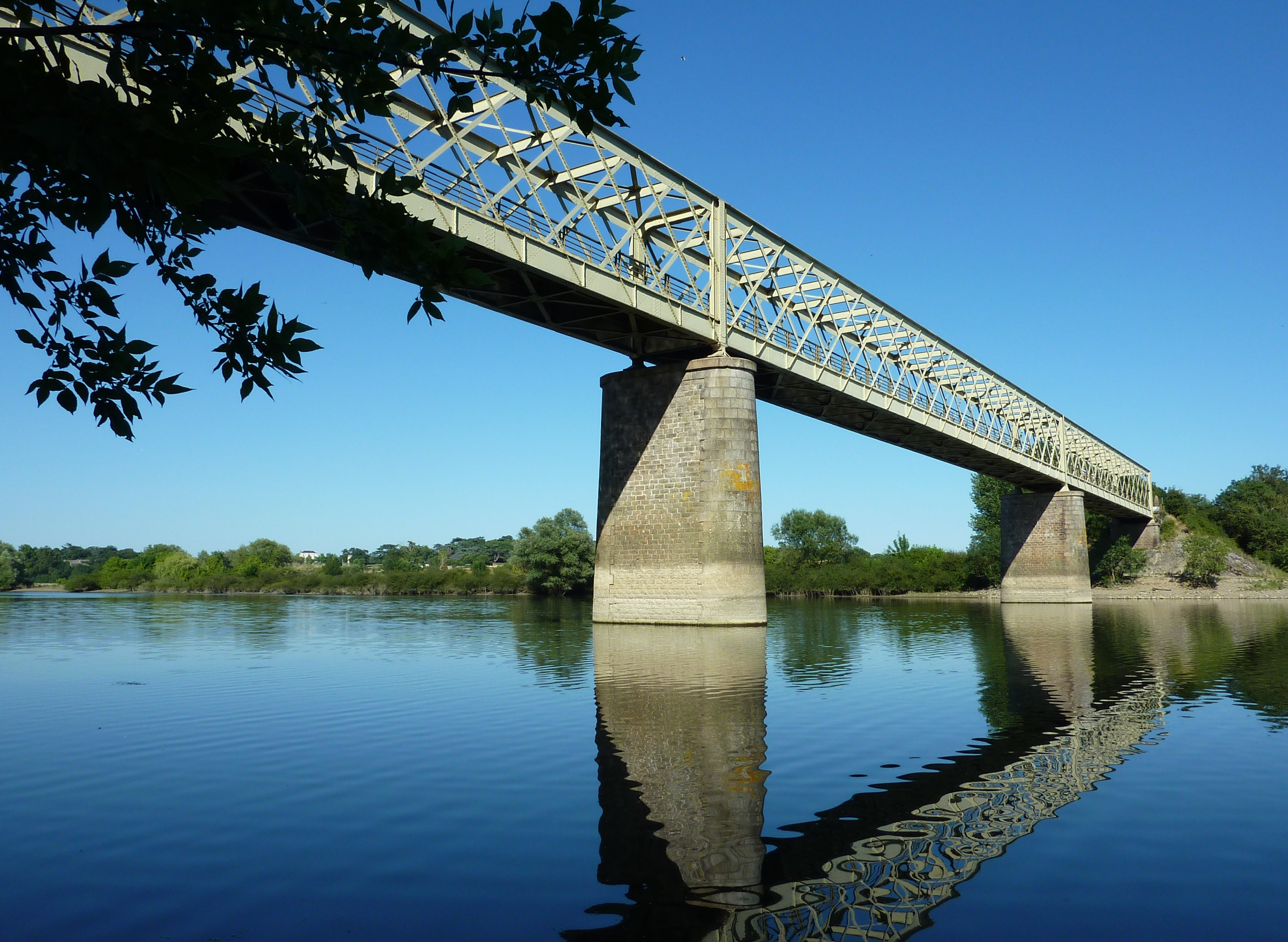
Мост Прюнье